# Уједињена омладина српска
Уједињена омладина српска бивши је политички покрет основан крајем августа 1866. године у Новом Саду у Хабзбуршкој монархији, а био је активан до 1871. године.
Настала је на иницијативу бечког омладинског друштва „Зора” које је позвало ђачке, студентске и певачке дружине на састанак ради јединства српске омладине. Том састанку се одазвало шеснаест дружина. На оснивачкој скупштини одржаној 15-18. августа 1866. у Новом Саду утврђени су основни циљеви овог покрета: одгајање свести о славној прошлости, утврђивање братске заједнице, развитак човечанских врлина, свеколики напредак Срба итд. а парола им је била Српство све и свуда. Осим тога коришћене су крилатице: „Просветом ка слободи” и „Све на основу истине, а с помоћу науке”.
Организација је била изразито словенофилска. Њен представник на етнографској изложби и свесловенском састанку у Москви маја 1867. године био је њен секретар Владан Ђорђевић, који се одушевио овом манифестацијом свесловенства. Уједињена омладина српска је у својим редовима окупљала знамените Србе тога доба као што су: Владимир Јовановић, Јеврем Грујић, Светозар Милетић, Јован Јовановић Змај, Лаза Костић, Александар Сандић, Никола I Петровић, Марко Миљанов Поповић, Никола Пашић, Машо Врбица, Лазар Томановић, Владимир М. Јовановић, Валтазар Богишић.
Када је рад ове организације био забрањен у Кнежевини Србији и Аустроугарској, седиште Омладине је постало Цетиње у Кнежевини Црној Гори, а њихове идеје су биле пропагиране у „Гласу Црногорца” и „Панчевцу”. 1871. године је формирана под иницијативом краља Николе, дипломатског заступника Књажевине Црне Горе у Петрограду и Бечу проф. др. Александра Сандића и војводе Марка Поповића Дружина за ослобођење и уједињење српско на Цетињу.